# Коле ди Ђого (Пескара)
Коле ди Ђого (итал. Colle di Giogo) је насеље у Италији у округу Пескара, региону Абруцо.
Према процени из 2011. у насељу је живело 35 становника. Насеље се налази на надморској висини од 150 м.